# 샤디 리아드
샤디 리아드 드나누(아랍어: شادي رياض دنانو, Chadi Riad Dnanou, 2003년 6월 17일 ~ )는 모로코의 축구 선수이다. 그의 포지션은 중앙 수비수로, 현재 잉글랜드 프리미어리그의 크리스털 팰리스에서 활약하고 있다.

## 클럽 경력

### 바르셀로나

#### 초기 경력
발레아레스 제도, 팔마데마요르카에서 모로코인 부모 사이에서 태어난 리아드는 CD 아틀레티코 라파엘, RCD 마요르카 (두 차례), 그리고 CD 산프란시스코에서 뛰다가 2019년 2월에 FC 바르셀로나와 3년 계약에 합의했으며, 계약은 7월부터 발효됐다.

#### 2020–21: 사바델 (임대)
2020년, 리아드는 CE 사바델로 1년 임대 이적했으며, 후베닐 A 팀에 배정되었다. 2020년 12월 16일, 그는 2-0으로 이긴 CD 이비사 이슬라스 피티우사스와의 코파 델 레이 원정 경기에서 선발 출장하여 성인 무대와 1군 데뷔전을 치렀다.
2021년 1월 11일, 리아드는 1-1로 비긴 CD 루고와의 홈경기에서 알레시 코치와 교체 투입되어 세군다 디비시온 데뷔전을 치렀다.

#### 2022–23: B팀과 1군 데뷔
2022년 7월 5일, 리아드는 바르사와 2024년까지 재계약을 맺었고, 프리메라 페데라시온의 리저브 팀으로 승격되었다. 8월 27일, 그는 3-2로 이긴 CD 카스테욘과의 시즌 개막전 홈경기에서 팀의 3번째 골이자 결승골을 기록했다.
2022년 11월 8일, 리아드는 2-1로 이긴 CA 오사수나와의 원정 경기에서 골잡이 페드리와 교체 투입되어 1군과 라리가 데뷔전을 치렀다. 그는 2022–23 시즌 동안에 라파엘 마르케스 감독의 B 팀에서 주전으로 활약하였고, 37경기에 출전하여 3골을 기록하였고, 팀은 플레이오프에서 패배해 승격에 실패했다.

#### 2023–24: 베티스 (임대)
2023년 7월 26일, 리아드는 레알 베티스로 한 시즌 임대되었다.

## 국가대표팀 경력
리아드는 2022년에 모로코 U-20 대표팀에 선발되어 3월 29일, 루마니아와의 친선 경기에서 골을 넣었다. 2023년 3월 13일, 그는 왈리드 레그라기 감독에 의해 브라질과 페루와의 친선 경기를 앞두고 성인 대표팀에 소집되었다. 리아드는 2023년 아프리카 U-23 네이션스컵에서 모로코 U-23 대표팀 일원으로 참가해 두 경기에 출전하며 우승 트로피를 들어 올렸다.
리아드는 2023년 아프리카 네이션스컵에 참가한 모로코 축구 국가대표팀 최종 명단에 이름을 올렸다. 2024년 1월 11일, 그는 3-1로 이긴 시에라리온과의 대회 전 친선 경기에서 모로코 축구 국가대표팀 데뷔전을 치렀다.

## 수상 내역
바르셀로나
- 라리가: 2022–23[15]

모로코 U-23
- 아프리카 U-23 네이션스컵: 2023